# Manoel Maria de Barbosa du Bocage
Manuel Maria de Barbosa du Bocage (* 15. September 1765 in Setúbal; † 21. Dezember 1805 in Lissabon) war ein bedeutender portugiesischer Dichter des 18. Jahrhunderts, des Zeitalters der Aufklärung.

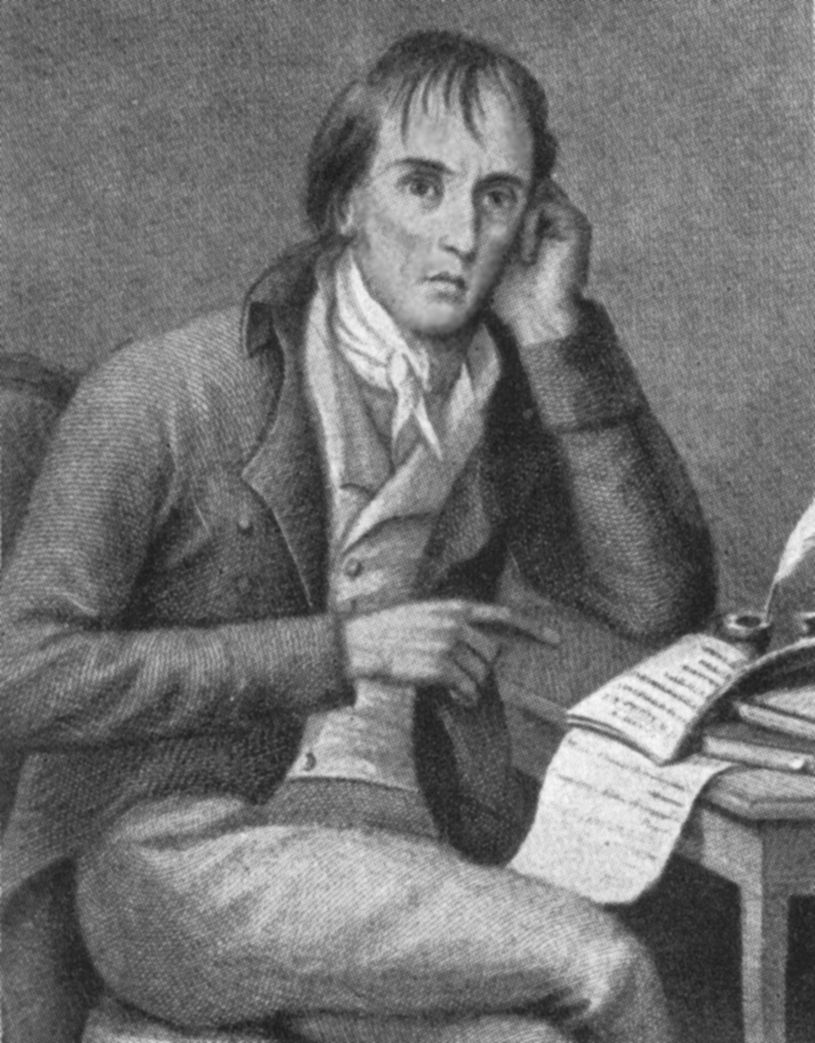
Manoel Maria de Barbosa du Bocage

Bocage trat in den Marinedienst und wurde 1785 vom Marineminister, den er durch eine spitzige Antwort beleidigt hatte, nach Goa versetzt. 1788 kam er nach Macau und kehrte erst 1790, aus dem Militärdienst entlassen, nach Portugal zurück.
Von nun an widmete er sich ganz dem Dichten und wurde bald eines der angesehensten Mitglieder des Dichterbundes der 2. Arcádia Lusitana, sein Name dort lautete Elmano Sandino. Infolge einer philosophischen Epistel à la Voltaire, in der der aufgeklärte Literat die Unsterblichkeit der Seele leugnete, wurde er 1797 auf Befehl der Inquisition verhaftet, erhielt aber 1798 durch den Einfluss des Ministers des Innern, des Herzogs von Lafões, und des Marquês de Pombal seine Freiheit wieder. Noch einmal 1802 als Freimaurer in Untersuchung gezogen, starb er am 21. Dezember 1805.
Bocages Sonette gehören zu den schönsten, die in portugiesischer Sprache verfasst wurden.

## Ausgaben
- Manuel Maria de Barbosa du Bocage: Sonetos. Schmidt & Günther, Leipzig 1930.
- Cleonice Berardinelli (Hrsg.): Os melhores poemas de Bocage. Seleção. Global Editora, São Paulo 1987. (3. Auflage 2000).